# Peucedanum campestre
Peucedanum campestre är en flockblommig växtart som beskrevs av Victor von Janka. Peucedanum campestre ingår i släktet siljor, och familjen flockblommiga växter. Inga underarter finns listade i Catalogue of Life.